# Hotell- och restaurangfacket
Hotell- och restaurarangfacket (även Hotell och Restaurang Facket) (HRF) bildades 1918 och är ett fackförbund inom LO.

## Organiserade yrkesgrupper
Förbundet organiserar över 25 000 anställda på hotell, restauranger, barer, kasinon, konditorier, flygplatser, bingo- och bowlinghallar, konferens-, turism- och nöjesparksanläggningar. Medlemmarna finns inom många olika yrken: servitris, servitör, kallskänka, kock, restaurangbiträde, städare, receptionist, portier, croupier, vaktmästare, garderobiär, skidlärare, skoterförare, isbyggare, hundspannsförare, dörrvaktmästare, baderska, liftskötare, bingoutropare, uthyrare och björnskötare.

## Historia
Sporadiska förbundsbildningar förekom kring sekelskiftet såsom Sverige-Norges ganymedförening, Sveriges allmänna kypareförening, Sveriges kypareförbund och Svenska köksföreningen. Men i slutet av 1910-talet hade de alla upphört och kvar fanns endast spridda lokala organisationer. Behovet av ett landsomfattande förbund blev allt större.
- 1918 bildades Sverges hotell- och restaurangpersonals förbund på initiativ av Göteborgs hotell- och restaurangpersonals förening samt Kamratklubben Servitörerna, Stockholm och Svenska servitörsförbundet, Helsingborg. Från starten hade förbundet 413 medlemmar och till ordförande valdes Erik Wintzell.
- 1919 HRF första strid var när 22 servitörer hade blivit svartlistade av arbetsgivarna i Stockholm. Sverges hotell- och restaurangpersonals förbund grep in och arbetsgivarna backade.
- 1920 Facket drev igenom att man inte får dra "glaspengar" av servitörernas lön, det vill säga dra av på lönen om de krossar glas och porslin och det första kollektivavtalet tecknades.
- 1923 Spritförbud slog hårt mot branschen och tvingade facket att gå med på löneminskning. Facket förlorade stora delar av sin medlemskår.
- 1932 Förbundet gick in i LO.
- 1938 En stor konflikt varade i två månader då arbetsgivaren lockoutade alla medlemmar. Men facket fick ner arbetstiden och högre lön.
- 1942 inrättades en erkänd arbetslöshetskassa.
- 1950 hade förbundet 163 avdelningar med totalt 22085 medlemmar.
- 1955 Dricksen togs bort på restauranger. I stället skulle servitörer och servitriser få lön.
- 1961 bytte man namn till Hotell- och restauranganställdas förbund.
- 1980 hade förbundet 29618 medlemmar, varav 6049 män och 23569 kvinnor. [3]
- 1996 åter namnbyte. Nu till Hotell- och restaurangfacket.
- 1997 hade förbundet 61 334 medlemmar, vilket var medlemsrekord.
- 2005 drogs antalet lokala kontor ner och förbundet delades in i fem storregioner.
- 2007 lämnade många förbundet på grund av den höjda a-kasseavgift som den borgerliga regeringen genomfört och medlemsantalet minskade till 46 043 vid utgången av året.
- 2007 Facket kritiserades för blockaden av en salladsbar i Göteborg som ägdes av en småföretagare.